# 미래당 (대한민국)
미래당(未來黨)은 대한민국의 청년 정치 정당이다. 당 대표들과 절대다수 당원들의 나이는 20 ~ 30대이며, 홈페이지에서는 대한민국에서 가장 젊은 정당이라 소개하고 있다.

## 역사
미래당은 2017년 3월 5일 '우리미래'라는 이름으로 창당대회를 열고, 같은해 3월 20일 정식으로 등록했다. 이후 2019년 12월 22일부터는 약칭으로 등록했던 '미래당'으로 당명 변경을 선언했으며, 이후 2020년 2월 13일자로 명칭이 변경이 승인되었다.

우리미래 시절에 사용된 로고

## 핵심 정책

### 청년독립
- 16세 선거권
- 국가보조형 최저임금 1만원
- 무상대학교육
- 육아휴직 3년
- 국선공인중개사

### 국민주권
- 국민소환권/국민발안권/국민투표권 확대
- 연동형 비례대표제, 동장직선제 개편

### 기본소득
- 전국민 기본소득
- 주 35시간 근로 정착

### 통일 한국
- 통일자치도, 통일 익스프레스, 통일연방제
- 인도적 지원
- 평화협정 체결[2]

## 역대 선거 결과

### 국회의원 선거
|  | 0% |

|  | 0.25% |

|  | 0% |

|  | 0% |

|  | 0.04% |

|  | 0% |

### 지방선거
|  | 0% |

|  | 0% |

|  | 0% |

|  | 0% |

|  | 0% |

|  | 0% |

|  | 0% |

|  | 0% |

## 같이 보기
- 출마 연령
- 선거연령